# Saint-Eustache (Haute-Savoie)
Saint-Eustache település Franciaországban, Haute-Savoie megyében. Lakosainak száma 486 fő (2022. január 1.). Saint-Eustache La Chapelle-Saint-Maurice, Entrevernes, Leschaux, Saint-Jorioz és Viuz-la-Chiésaz községekkel határos.

## Népesség
A település népessége az elmúlt években az alábbi módon változott:
| Lakosok száma | 492  | 511  | 531  | 513  | 506  | 498  | 491  | 484  | 486  |
|               | 2013 | 2015 | 2016 | 2017 | 2018 | 2019 | 2020 | 2021 | 2022 |